# Raymond MacDonald

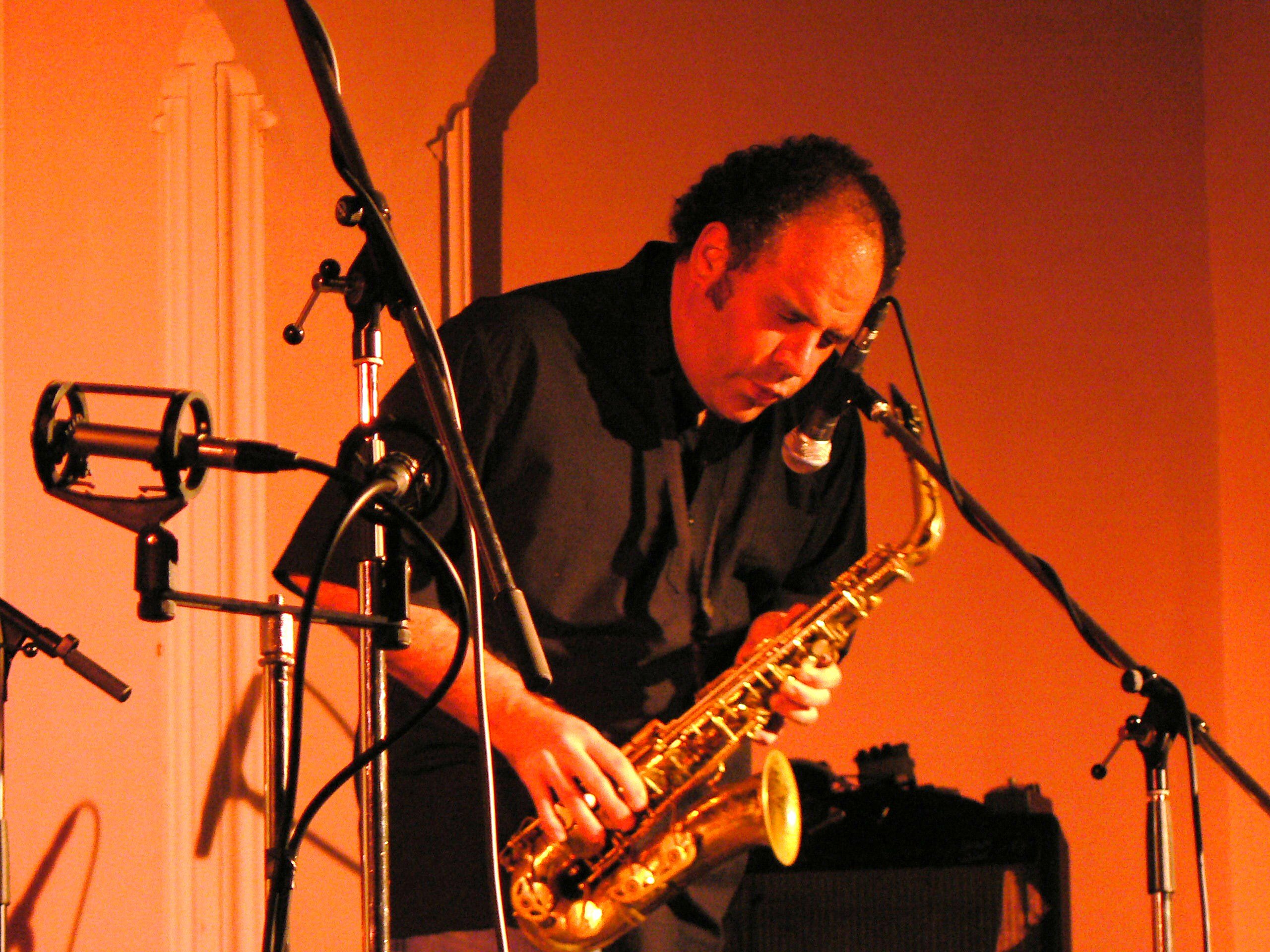
Raymond MacDonald

Raymond R. MacDonald (* 1968) ist ein britischer Musikwissenschaftler und Jazz- und Improvisationsmusiker (Saxophone, Komposition), der als Hochschullehrer tätig ist.

## Leben und Wirken
MacDonald spielte zunächst, während seines Promotionsstudiums an der University of Glasgow, in einer Indieband Gitarre, dann spielte er Jazz in verschiedenen Bands. Mitte der 1990er Jahre bat ihn George Burt seiner Gruppe beizutreten und zum Saxophon zu wechseln. Er spielte weiterhin in einem gemeinsam mit Burt geleiteten Quartett, das sich bis zum Oktett erweiterte, dem zeitweilig auch Lol Coxhill angehörte (Tsunami, 2000).
MacDonald ist Gründer und Leiter des Glasgow Improvisers Orchestra, das sich durch Kooperationen u. a. mit Evan Parker (2003), Maggie Nicols (2004), Barry Guy (2005) und George Lewis (2007) hervortat. Weitere Projekte sind die Raymond MacDonald International Big Band (Album Buddy, u. a. mit Jim O’Rourke, Satoko Fujii und Natsuki Tamura), das Sub-Urban Collective und Rich in Knuckles (mit Christoph Reiserer, Graeme Wilson, Markus Heinze). Mit Baby Sommers großformatiger Brotherhood & Sisterhood gastierte er 2023 bei JazzBaltica. Im Bereich des Jazz war er zwischen 2000 und 2020 an wenigstens 31 Aufnahmesessions beteiligt, u. a. auch mit Marilyn Crispell, Neil Davidson, Satoko Fujii, Peter Nicholson und Baby Sommer.
MacDonald war zudem als künstlerischer Leiter des Musikprojekts Sounds of Progress tätig, das mit Menschen mit Behinderungen arbeitete; er forschte weiterhin zu den therapeutischen Möglichkeiten von Musik. Als Professor lehrte er bis 2012 an der Glasgow Caledonian University, seitdem gehört er zum Lehrkörper des Edinburgh College of Art, wo er die Reid School of Music leitet und dort Musikpsychologie und Improvisation lehrt. Er schrieb eine Reihe von Artikeln und Bücher, u. a. Musical Identities (2002), Musical Communication (2005), Music Health and Wellbeing (2012) und Musical Imaginations (2012). Er komponierte ferner Musik für Film, Fernsehen, Theater, Radio und Kunstinstallationen.

## Diskographische Hinweise
- Raymond MacDonald/Tatsuya Nakatani/Peter Nicholson/Neil Davidson/Nick Fells: Aporias (Creative Sources, 2004)
- Raymond MacDonald/Satoko Fujii/Neil Davidson/Natsuki Tamura/Tom Bancroft: Cities (Nu-Jazz Europe, 2005)
- George Burt/Raymond MacDonald: Boohoo Fever (Leo Records, 2005)
- Raymond MacDonald/Neil Davidson: Flapjack (FMR Records, 2006)
- Peter Nicholson/Raymond MacDonald: Streetlevel (Iorram Records, 2009)
- Raymond MacDonald/Marilyn Crispell: Parallel Moments (Babel, 2010)
- Alister Spence/Raymond MacDonald: Stepping Between the Shadows (Rufus Records, 2012)
- Lol Coxhill, Raymond MacDonald: Morphometry (Glo-Spot 2017)
- Günter Baby Sommer & Raymond MacDonald: Sounds, Songs and Other Noises (Clean Feed Records, 2022)